# 尼德河畔昂
尼德河畔昂（法語：Han-sur-Nied，法語發音：[ɑ̃ syʁ nje]），法国东北部市镇，位于大東部大區摩泽尔省，隶属于福尔巴克-布莱摩泽尔区，其市镇面积为2.02平方公里，2022年1月1日时人口数量为251人，在法国城市中排名第23,492位。
尼德河畔昂位于摩泽尔省中南部，摩泽尔省省道D910线和D999线在此交汇。

## 地名来源
“昂”一名来源于希伯来历史人物，但此处的具体来由尚有待考证。

## 历史
尼德河畔昂历史上长期为一处普通村落，《凡尔登条约》签订后被中法兰克王国瓜分，《威斯特伐利亚和约》签订后被三主教管区，18世纪初成为洛林行省的一部分。法国大革命后，尼德河畔昂成为摩泽尔省的一个市镇。普法战争结束后，尼德河畔昂被普鲁士军队占领，直至一战结束。第二次世界大战期间再次沦陷。

## 地理

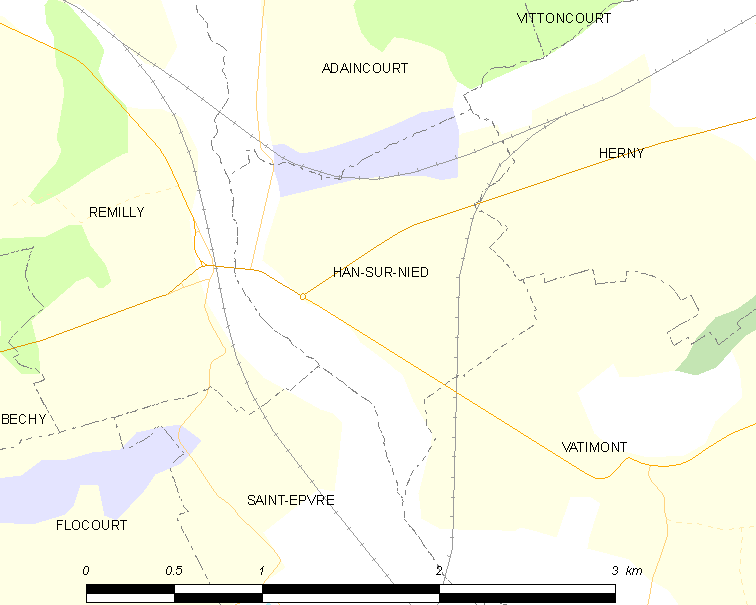
尼德河畔昂市镇范围地图

尼德河畔昂位于法国东北部，大东部大区东部偏北和摩泽尔省中南部，距离省会梅斯大约28公里。与尼德河畔昂接壤的市镇包括：阿丹库尔、埃尔尼、雷米伊、圣埃夫尔、瓦蒂蒙。

### 地形
尼德河畔昂位于洛林高原东部地区，境内以平原和浅丘为主，市镇中心地势较为平坦，全境海拔在223到252米之间。

### 水文
法兰西尼耶河自南向北流经境内西部，该河是尼德河的支流，属于莱茵河流域。

### 植被
尼德河畔昂属于温带阔叶混交林区，林地主要分布于河流附近。
在鲜花城市的评比中，尼德河畔昂暂未被评级。

### 气候
尼德河畔昂在柯本气候分类法中属于带有大陆性特征的温带海洋性气候。

## 行政区划
尼德河畔昂是法国大东部大区摩泽尔省的一个市镇，编号为57293。尼德河畔昂隶属于福尔巴克-布莱摩泽尔区、摩泽尔省第七选区以及福尔克蒙县，同时也是福尔克蒙城市地区市镇公共社区的办公驻地。
自2020年起，法国国家统计与经济研究所（简称）在进行数据统计时，将尼德河畔昂划入包含245个市镇的梅斯城市辐射区。此外，还将尼德河畔昂市镇整体看作一个“块区”（IRIS）。

## 交通

### 公路
多条摩泽尔省省道D910线、D999线在尼德河畔昂境内交汇，大东部大区下属的城际客运提供巴士线路，可前往福尔克蒙、梅斯等地。
2017年，88.7%的尼德河畔昂家庭拥有至少一辆私人汽车。2010年，尼德河畔昂境内共发生各类交通事故1起，造成1人受伤。

### 铁路
雷米伊－斯蒂兰旺代勒铁路经过尼德河畔昂境内但未设站。距离尼德河畔昂最近的铁路客运车站为雷米伊站，停靠往返于梅斯和福尔巴克一线的区域列车。

### 航空
距离尼德河畔昂最近的民用航空站为南锡-梅斯机场，距离尼德河畔昂市中心的公路里程约20公里。

### 城市公共交通
截至2021年8月，尼德河畔昂暂未城市公共交通系统。

## 政治
尼德河畔昂的现任市长为佩吉·斯克里布拉克先生（Peggy Skriblak），他是一名无党派人士，在2020年的市政选举中获得了100%的支持率（无其他候选人）。
在2017年的法国总统大选中，法国极右翼政党国民阵线主席玛丽娜·勒庞在尼德河畔昂获得了54.62%的支持率。

## 人口
2018年，尼德河畔昂市镇人口数量为257，在法国排名第23,492位。其中男性132人，女性126人，75岁及以上人口占4.3%，外籍人口数量为39人，人口密度为127人/平方公里，当地居民被称为（男性）或（女性）。2019年，尼德河畔昂境内出生2人，死亡人口0人。
| 年份   | 1936 | 1946 | 1954 | 1962 | 1968 | 1975 | 1982 | 1990 | 1999 | 2006 | 2007 | 2008 | 2013 | 2018 |
| ------ | ---- | ---- | ---- | ---- | ---- | ---- | ---- | ---- | ---- | ---- | ---- | ---- | ---- | ---- |
| 人口數 | 95   | 88   | 103  | 97   | 93   | 83   | 86   | 193  | 209  | 237  | 241  | 245  | 261  | 257  |

## 经济
截止2021年8月，尼德河畔昂共有各类用人单位16家用人单位或自雇。

## 财政收入
2019年，尼德河畔昂的财政收入总额为153,920欧元，财政支出总额为138,840欧元，当年的债务总额为213,840欧元。2020年，尼德河畔昂共获得27,585欧元的国家财政补助，比上一年减少了0.01%。
2019年，尼德河畔昂的家庭平均月收入总额为2,171欧元，低于法国平均水平（2,318欧元）。
2017年，尼德河畔昂境内的青壮年（15至64岁）失业率为11.2%，当地48.5%的家庭拥有纳税资格，平均纳税2,218欧元，低于法国平均水平（3,888欧元）。

## 社会事务

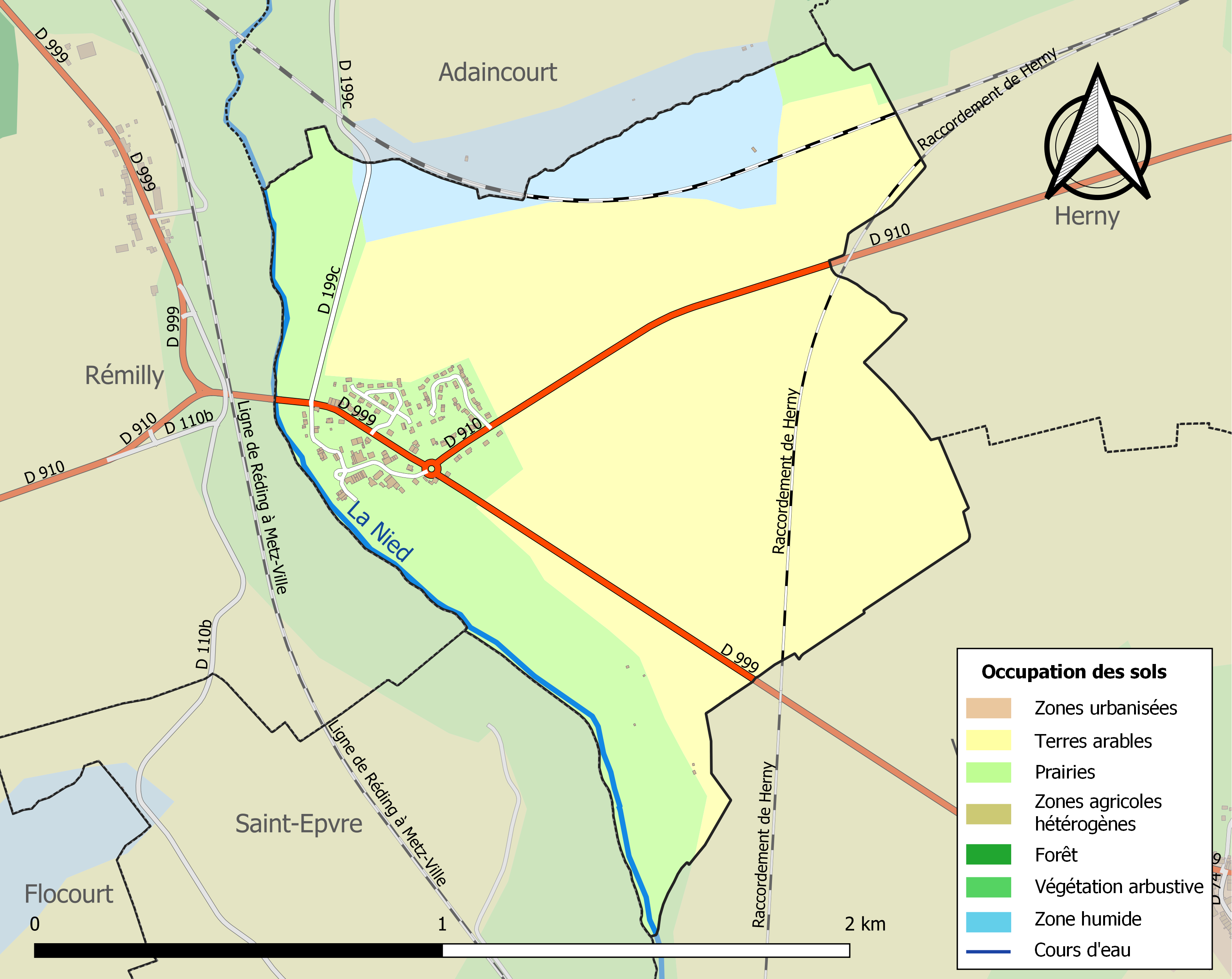
尼德河畔昂土地利用情况地图

### 教育
尼德河畔昂属于南锡-梅斯学区。截止2019年1月1日，尼德河畔昂境内暂无任何教育机构。

### 医疗
截止2019年1月1日，尼德河畔昂境内暂无任何医疗机构及医务人员。
距离尼德河畔昂最近的区域性医疗机构为梅斯-蒂永维尔大区中心医院，其主病区“梅尔西中心医院”（Centre Hospitalier de Mercy）位于梅斯市区，设有床位780个，是当地规模最大的公立综合性医院。

### 住房
2017年，尼德河畔昂境内共有各类住房106套，其中93.4%为独立式居民区，0.9%为集中式居民区。常住房屋占尼德河畔昂市镇范围内居民建筑总量的83%。
在住房保障政策方面，2017年，尼德河畔昂境内共有9户家庭获得了住房经济补助，受益人数占总人口数量的3.5%，暂无居民获得房租补助。

### 商业
2019年，尼德河畔昂境内共有各类实体商铺2家，其中餐厅1家。

### 体育
2019年，尼德河畔昂境内暂无任何体育设施。
截至2021年8月，尼德河畔昂境内共有两支注册足球俱乐部

### 环境
尼德河畔昂的环境事务由其所属的公共社区负责。2019年，尼德河畔昂境内暂无污染企业。

### 治安
2014年，尼德河畔昂及附近地区共发生各类案件2,063起，其中盗窃类案件1,112起，经济类案件208起，毒品交易类案件217起。

## 文化
2019年，尼德河畔昂境内暂无任何文化设施。

### 建筑
位于尼德河畔昂镇中心的圣菲尔曼-圣吕夫教堂（Église Saint-Firmin-et-Saint-Rufe d'Han-sur-Nied）是当地的代表性建筑物。

### 旅游
尼德河畔昂的旅游事务由其所属的公共社区负责。2020年，尼德河畔昂境内暂无任何游客接待设施。

### 媒体
法国主要的媒体均可在尼德河畔昂接收，法国电视三台下属的大东部大区频道在部分时段播出尼德河畔昂所属区域的地方新闻。

## 友好城市
截至2021年8月，尼德河畔昂暂未建立任何友好城市关系。